# Atletismo nos Jogos Olímpicos de Verão de 2012 - Salto com vara masculino
A competição do salto com vara masculino nos Jogos Olímpicos de Verão de 2012 aconteceu nos dias 8 e 10 de agosto no Estádio Olímpico de Londres.
Renaud Lavillenie, da França, conquistou a medalha de ouro com a marca de 5,97 metros na final, estabelecendo um novo recorde olímpico.

## Calendário
Horário local (UTC+1).
| Data         | Horário | Fase         |
| ------------ | ------- | ------------ |
| 8 de agosto  | 10:00   | Qualificação |
| 10 de agosto | 19:00   | Final        |

## Medalhistas
| Ouro   | FRA Renaud Lavillenie |
| Prata  | GER Björn Otto        |
| Bronze | GER Raphael Holzdeppe |

## Recordes
Antes desta competição, os recordes mundiais e olímpicos da prova eram os seguintes:
| Tipo | Atleta        | Marca  | Local     | Data                 |
| ---- | ------------- | ------ | --------- | -------------------- |
|      | Sergey Bubka  | 6,14 m | Sestriere | 31 de julho de 1994  |
|      | Steven Hooker | 5,96 m | Pequim    | 22 de agosto de 2008 |

Os seguintes recordes mundiais e/ou olímpicos foram estabelecidos durante esta competição:
| Data         | Evento | Atleta                | Marca  | Notas            |
| ------------ | ------ | --------------------- | ------ | ---------------- |
| 10 de agosto | Final  | FRA Renaud Lavillenie | 5,97 m | Recorde olímpico |

## Qualificação
Classificam-se para a final os atletas com marca acima de 5,70 m (Q) ou as 12 melhores marcas (q).
| Pos. | Grupo | Nome                   | CON                 | 5.20 | 5.35 | 5.50 | 5.60 | 5.65 | Marca | Notas |
| ---- | ----- | ---------------------- | ------------------- | ---- | ---- | ---- | ---- | ---- | ----- | ----- |
| 1    | B     | Raphael Holzdeppe      | GER Alemanha        | –    | –    | –    | xo   | o    | 5.65  | q     |
| 1    | B     | Renaud Lavillenie      | FRA França          | –    | –    | xo   | -    | o    | 5.65  | q     |
| 3    | A     | Konstadinos Filippidis | GRE Grécia          | –    | o    | o    | o    | -    | 5.60  | q     |
| 4    | A     | Yevgeny Lukyanenko     | RUS Rússia          | –    | –    | xxo  | o    | -    | 5.60  | q     |
| 4    | A     | Romain Mesnil          | FRA França          | –    | xo   | o    | xo   | -    | 5.60  | q     |
| 4    | B     | Brad Walker            | USA Estados Unidos  | –    | –    | xxo  | o    | -    | 5.60  | q     |
| 7    | B     | Dmitry Starodubtsev    | RUS Rússia          | –    | xo   | xo   | xo   | -    | 5.60  | q     |
| 8    | A     | Łukasz Michalski       | POL Polônia         | –    | xo   | xxo  | xo   | -    | 5.60  | q     |
| 9    | B     | Igor Bychkov           | ESP Espanha         | o    | -    | o    | xx-  | x    | 5.50  | q     |
| 9    | A     | Steven Hooker          | AUS Austrália       | –    | -    | o    | -    | -    | 5.50  | q     |
| 9    | B     | Jan Kudlička           | CZE República Checa | –    | o    | o    | -    | -    | 5.50  | q     |
| 9    | A     | Steven Lewis           | GBR Grã-Bretanha    | –    | –    | o    | -    | -    | 5.50  | q     |
| 9    | A     | Malte Mohr             | GER Alemanha        | -    | -    | o    | -    | -    | 5.50  | q     |
| 9    | A     | Björn Otto             | GER Alemanha        | –    | –    | o    | -    | -    | 5.50  | q     |
| 15   | A     | Jeremy Scott           | USA Estados Unidos  | –    | o    | xo   | xxx  | -    | 5.50  |       |
| 16   | B     | Lázaro Borges          | CUB Cuba            | –    | xxo  | xo   | xxx  | -    | 5.50  |       |
| 16   | B     | Sergey Kucheryanu      | RUS Rússia          | –    | xxo  | xo   | xxx  | -    | 5.50  |       |
| 18   | B     | Nikita Filippov        | KAZ Cazaquistão     | o    | o    | xxx  | -    | -    | 5.35  |       |
| 19   | A     | Ivan Horvat            | CRO Croácia         | o    | xo   | xxx  | -    | -    | 5.35  |       |
| 19   | B     | Yang Yansheng          | CHN China           | -    | xo   | xxx  | -    | -    | 5.35  |       |
| 21   | B     | Mareks Ārents          | LAT Letônia         | xo   | xo   | xxx  | -    | -    | 5.35  |       |
| 22   | B     | Stanislau Tsivonchyk   | BLR Bielorrússia    | xo   | xxx  | -    | -    | -    | 5.20  |       |
| 23   | A     | Edi Maia               | POR Portugal        | xxo  | xxx  | -    | -    | -    | 5.20  |       |
| —    | B     | Jere Bergius           | FIN Finlândia       | -    | xxx  | -    | -    | -    | NM    |       |
| —    | A     | Fábio Gomes da Silva   | BRA Brasil          | –    | –    | xxx  | -    | -    | NM    |       |
| —    | B     | Alhaji Jeng            | SWE Suécia          | -    | xxx  | -    | -    | -    | NM    |       |
| —    | A     | Kim Yoo-Suk            | KOR Coreia do Sul   | xxx  | -    | -    | -    | -    | NM    |       |
| —    | B     | Derek Miles            | USA Estados Unidos  | xxx  | -    | -    | -    | -    | NM    |       |
| —    | B     | Paweł Wojciechowski    | POL Polônia         | -    | xxx  | -    | -    | -    | NM    |       |
| —    | A     | Seito Yamamoto         | JPN Japão           | -    | xxx  | -    | -    | -    | NM    |       |
| —    | B     | Denys Yurchenko        | UKR Ucrânia         | -    | xxx  | -    | -    | -    | NM    |       |
| —    | A     | Maksym Mazuryk         | UKR Ucrânia         | -    | o    | xxx  | -    | -    | 5.35  | DSQ   |

## Final

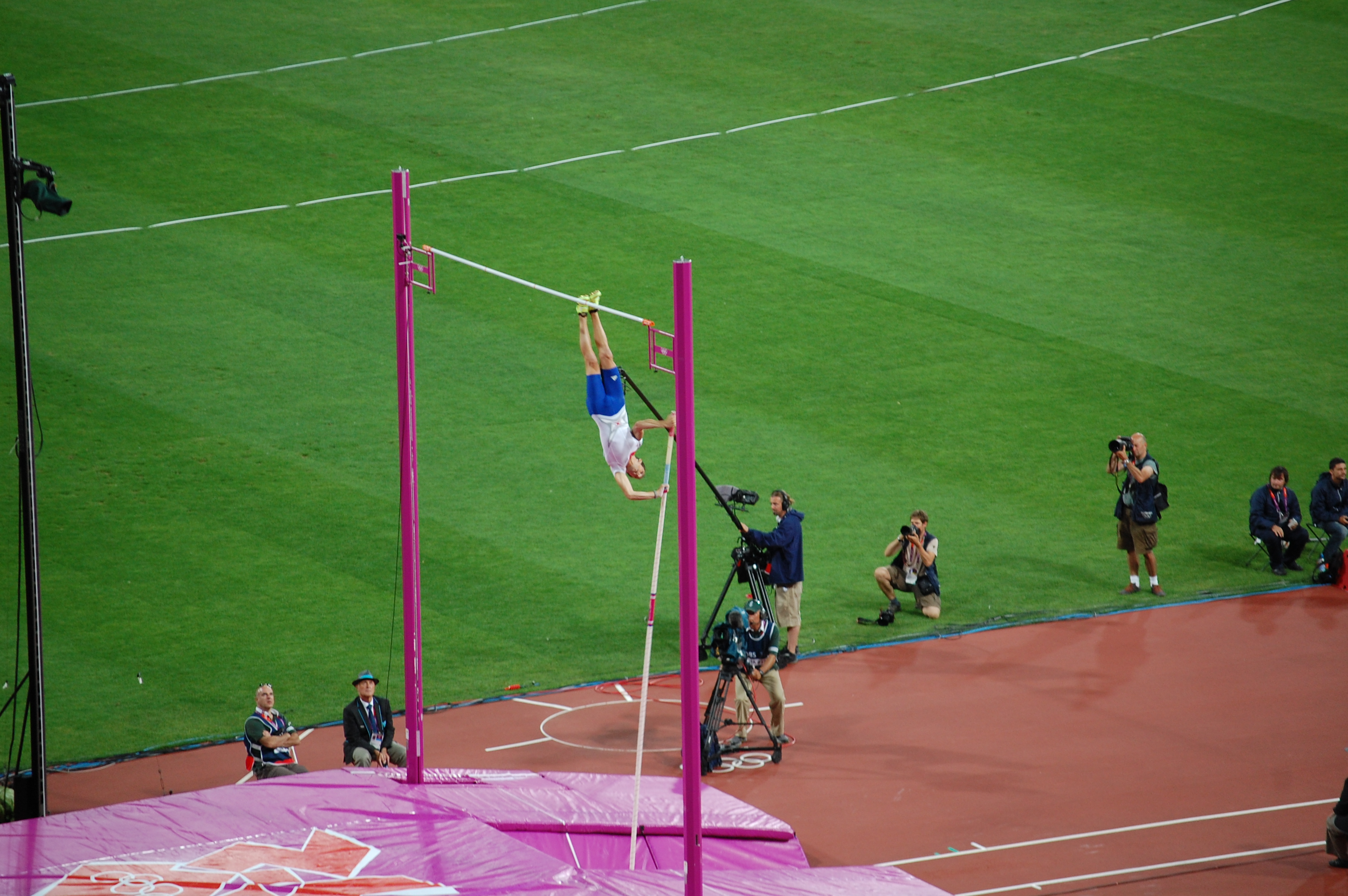
Renaud Lavillenie durante a final do salto com vara.

| Pos.              | Nome                   | CON                 | 5.50 | 5.65 | 5.75 | 5.85 | 5.91 | 5.97 | 6.02 | 6.07 | Marca | Notas                |
| ----------------- | ---------------------- | ------------------- | ---- | ---- | ---- | ---- | ---- | ---- | ---- | ---- | ----- | -------------------- |
| Medalha de ouro   | Renaud Lavillenie      | FRA França          | –    | o    | o    | o    | x-   | xo   | x-   | xx   | 5.97  | Recorde olímpico     |
| Medalha de prata  | Björn Otto             | GER Alemanha        | o    | o    | xo   | xo   | o    | xx-  | x    |      | 5.91  |                      |
| Medalha de bronze | Raphael Holzdeppe      | GER Alemanha        | –    | xo   | xo   | xxo  | o    | xxx  |      |      | 5.91  | Recorde pessoal      |
| 4                 | Steven Lewis           | GBR Grã-Bretanha    | xo   | –    | xo   | xxx  |      |      |      |      | 5.75  |                      |
| 4                 | Yevgeny Lukyanenko     | RUS Rússia          | xo   | –    | xo   | xxx  |      |      |      |      | 5.75  | Recorde da temporada |
| 6                 | Konstadinos Filippidis | GRE Grécia          | o    | xo   | xxx  |      |      |      |      |      | 5.65  |                      |
| 7                 | Jan Kudlička           | CZE República Checa | o    | xxo  | xxx  |      |      |      |      |      | 5.65  |                      |
| 8                 | Malte Mohr             | GER Alemanha        | o    | –    | xxx  |      |      |      |      |      | 5.50  |                      |
| 9                 | Romain Mesnil          | FRA França          | o    | xxx  |      |      |      |      |      |      | 5.50  |                      |
| 10                | Łukasz Michalski       | POL Polônia         | xo   | xxx  |      |      |      |      |      |      | 5.50  |                      |
| 11                | Igor Bychkov           | ESP Espanha         | xxo  | xxx  |      |      |      |      |      |      | 5.50  |                      |
| —                 | Brad Walker            | USA Estados Unidos  | –    | xxx  |      |      |      |      |      |      | NM    |                      |
| —                 | Steven Hooker          | AUS Austrália       | –    | xxx  |      |      |      |      |      |      | NM    |                      |
| —                 | Dmitry Starodubtsev    | RUS Rússia          | o    | xo   | o    | xxx  |      |      |      |      | 5.75  | DSQ                  |

Legenda
| Recorde mundial      | Recorde mundial (World record)               |                       | Recorde africano                      | Recorde africano (African) |                                           | Q | Classificado por posição (Qualified) |
| Recorde olímpico     | Recorde olímpico (Olympic record)            | Recorde da América    | Recorde da América (Americas)         | q                          | Classificado por melhor tempo (Qualified) |   |                                      |
| Melhor marca do ano  | Melhor marca do ano (World leading)          | Recorde asiático      | Recorde asiático (Asian)              | DNS                        | Não largou (Did not start)                |   |                                      |
| Recorde nacional     | Recorde nacional (National record)           | Recorde europeu       | Recorde europeu (European)            | DNF                        | Não terminou (Did not finish)             |   |                                      |
| Recorde pessoal      | Recorde pessoal do atleta (Personal best)    | Recorde da Oceania    | Recorde da Oceania (Oceania)          | DSQ / DQ                   | Desclassificado (Disqualified)            |   |                                      |
| Recorde da temporada | Recorde da temporada do atleta (Season best) | Recorde sul-americano | Recorde sul-americano (South America) | NM                         | Sem marca (No mark)                       |   |                                      |